# إم بي سي 3
إم ‌بي ‌سي 3 (بالإنجليزية: MBC 3) هي قناة سعودية للناشئين تابعة لمجموعة مركز تلفزيون الشرق الأوسط (MBC). أُطلقت في عام 2004 لتستهدف المشاهدين الأصغر سنًا، حيث تقدم مجموعة متنوعة من البرامج الموجهة للأطفال الذين تتراوح أعمارهم بين 4 و14 عامًا. وتعد القناة الأولى للأطفال في منطقة الشرق الأوسط وشمال إفريقيا، وتتميز بعرض مزيج مدهش من المحتوى الذي يشمل الرسوم المتحركة، أحدث إنتاجات الأنيميشن، والإنتاجات الأصلية للقناة، بالإضافة إلى بعض أشهر إنتاجات الاستوديوهات العالمية. تهدف إم بي سي 3 إلى تقديم تجربة مشاهدة غنية ومسلية، تحفز الخيال وتدعم التعلم في إطار ممتع وترفيهي، مع التركيز على تقديم محتوى تثقيفي بأسلوب يجمع بين المتعة والفائدة.

## برامج إم بي سي 3
تعرض قناة إم بي سي 3 العديد من الرسوم المتحركة الشهيرة، منها أعمال قناة 4Kids الأمريكية مثل يوغي يو وأبطال النينجا، بالإضافة إلى رسوم متحركة من قناة ديزني مثل بز يطير، تيمون وبومبا ولؤي في الفضاء. كما تعرض أيضًا برامج من كرتون نتورك مثل فتيات القوة ومراهقو التيتانيز، وتقلل من عرض الأنمي الياباني مثل زعيم المحاربين. بالإضافة إلى ذلك، تقدم القناة برامج من نيكلوديون مثل الوالدان السحريان، المراهقة الآلية وتحدي الأقوياء.
كما بدأت القناة في تقديم برامج يقدمها مذيعوها، مثل عيش سفاري، "قولوا لي كيف" و"التجربة". من بين أبرز الأعمال الكرتونية التي عرضتها القناة: علاءالدين، فريق القرود الآلي الخارق، جاكي شان، الوالدان السحريان، أبطال ليوكو، قصص مختارة، الفسحة، شهرزاد ودار الفار، الفتيات الخارقات طرزان. في عام 2011، تمكنت إم بي سي 3 من الاستحواذ على قناة نيكلوديون قبل انتقالها إلى شبكة OSN.
في عام 2013, إضافت برامج جديدة من نيكلوديون مثل "أسطورة كورا" و "سلاحف النينجا" و "كونغ فو باندا"
في عام 2015، أضافت القناة برامج جديدة مثل "محاربو التنكاي"، "باور رينجرز القوة الضاربة"، "معرض الفن المزيف"، و"حماس الكرة". كما استمرت في إضافة برامج جديدة باستمرار مثل "سوافي"، "تلسكوب"، و"سكوبي دوو".
وفي عام 2016، أعادت القناة عرض بعض البرامج الشهيرة مثل "الجاسوسات" و"أروع جواسيس"، بالإضافة إلى تقديم برامج جديدة مثل: "مغامرات هارفي"، "غزو الكائنات البحرية"، "دكتور البنطلون العجيب"، "كوبوتشي"، "جي آي جو الباحثون عن العدالة"، "رحلة المخاطر"، "ليلي والقوة الخارقة"، و"هالك وفريق القوة الخارقة".
وفي عام 2017، أعادت القناة عرض برامج قديمة مثل "يوغي يو"، "المومياء"، "الجاسوسات"، و"جورج رجل الغابة". كما عرضت برامج جديدة مثل "مغامرات الدعسوقة والقط الأسود"، "حماة الأحلام"، "ماكس وأشقاؤه الفضائيون"، "القوة الرباعية"، "سبايدر مان الأقوى"، و"أبطال الفرقة الجوية".
في نفس العام، غيّرت القناة فواصلها وهويتها البصرية إلى فواصل مستوحاة من "المجلات الهزلية". وفي عام 2018، أطلقت القناة تطبيقًا للهاتف المحمول يعكس هويتها البصرية الجديدة التي عرضتها في عام 2017.
في عام 2020، خلال فترة جائحة كوفيد-19، اعتمدت القناة إطارًا جديدًا يعرض رسومات لمنزل يحمل شعار MBC3 مع شعار خاص لتلك الفترة "MBC3 أحلى عالم، معك في البيت"، كجزء من مبادرة لدعم المشاهدين خلال فترة الحجر الصحي.

## قائمة البرامج التي تعرضها إم بي سي 3

### الإنتاج الأصلي
- تواصل
- التجربة
- بنات وبس
- عيش سفاري
- سوكر أكاديمي
- تسالي احلى عالم
- تغطية خاصة
- تليسكوب
- قولولي ليش
- فكرها صح؟
- إيش طابخين يا دانية
- فوازير رمضان
- دانية علي الهوا
- خطوات ناعمة
- سوي في
- هاي تيك
- هل تعلم
- مدن المملكة
- فين حنروح
- أصدقائنا
- اخبار احلى عالم
- حصاد اليوم
- ريبورتاج اليومية
- Top 10 مع عاصم
- مراسلوا MBC3
- وثائقيات مع باسكال

### أهم برامج إم بي سي 3

#### نيكلوديون
- الوالدان السحريان
- جيمي نيوترون: الفتى العبقري
- فان بوي وتشام تشام
- داني الشبح
- كونغ فو باندا: أساطير الروعة
- المراهقة الآلية
- أسطورة كورا
- بطاريق مدغشقر
- سلاحف النينجا
- سبونج بوب سكوير بانتس
- الفرقة السرية لمحاربة الأشرار
- بسبسبوبي
- منزل لاود
- راجراتس
- سوبر بي
- كابا مايكي
- نادي وينكس
- زم الفضائي
- حكايات جنجر
- بينسون الوحش اللطيف
- مزرعة المشاغبين
- خربشات
- هيا آرنولد
- عالم الطباشير
- روكيت باور
- إلى بليك!
- عائلة إكس
- الوحوش ضد الفضائيين
- أهلا في عمارة الوين
- صعود سلاحف النينجا المراهقون المتحولون

### نيك جونيور
- جو ديجو جو
- مغامرات دورا
- الحيوانات المدهشة
- دوريات المخلاب
- بلايز والشاحنات العملاقة
- بلوز كلوز
- بلوز كلوز أند يو!
- نيلا ذا برينسيس نايت
- دير سكواد
- شيمر اند شاين
- ساني داي
- دورا والأصدقاء
- زاك وكواك
- فريق أوميزومي

#### ديزني
- علاء الدين
- قوة الفريق
- جاك وقراصنة أرض الأحلام
- لؤي في الفضاء
- دا مستحيل
- مدرسة الإمبراطور الجديدة
- ورشة ميكي ماوس
- تيمون وبومبا
- باز يطير وقيادة الكوكب
- شلة بط
- هالك وفريق القوة الخارقة
- بندق والأصدقاء
- داندي والسيد ورطة
- الفسحة
- ضيف البراري
- كيك وتاوسكي
- الفتيات الخارقات
- البديل
- ماجي الزنانة
- عطلة نهاية الأسبوع
- قطة المعلم
- جاك: التنين الخارق
- كتاب البوه
- دار الفار
- صغار أينشتاين
- مدرسة الأسماك
- سيرك جوجو
- ماني الحرفاني
- ميكي ينادي يحيا النادي
- حيوانات على عجلات
- أصدقائي تايجر وبوه
- حماة الأرض

#### وارنر برذرز
- بات مان
- باتمان: الجرأة والشجاعة
- شباب العدالة
- توم آند جيري تيلز
- مراهقو التايتنز
- كونغ فو شاولين
- الضاحكون
- بايبي لوني تونز
- احذر باتمان
- داك المراوغ
- الفانوس الأخضر
- المرحون الأشقياء
- سكوبي دو! شركة الغموض
- أبطال التايتنز انطلقوا
- مغامرة غامبول المدهش
- مغامرات سلفستر وتويتي
- عرض توم وجيري
- مشروع زيتا
- ما الجديد سكوبي دوو؟

### كرتون نتورك ستوديوز
- مغامرات فلاب جاك
- كوردج الجبان
- مغامرات بيلي وماندي
- تشاودر
- ساموراي جاك
- بن 10
- بن 10: إليين فورس
- صديقي المفضل هو قرد
- منزل فوستر
- كامب لازلو!
- ميغاس

### ذا سي دبليو
- مختبر ديكستر
- فتيات القوة
- المومياء
- مغامرات جاكي شان
- الفرقة م 7
- التوأم المختلف
- الرجل العنكبوت
- المتحولون الأبطال

#### الأنمي
- مبارزة الابطال
- آسترو بوي
- كاي جودو
- اندماج الديجمون
- ميغامان محارب النت
- القوة الرباعية
- سونيك
- التنين الأزرق
- توهو
- غابرييل التسرب
- أجنحة الإنقاذ
- فرسان التينكاي
- يوغي
- يو غي يو ! فايف دي اس
- يو غي يو ! جي اكس
- يوغي يو! آرك-في
- يوغي يو زيكسال
- يوغي يو! فرينز
- كابتن تسوباسا
- بليزينج تينز 3 و4
- جنود السايبورغ
- سبايدر رايدرز

#### مسلسلات أخرى
- رمضان أبو صيام
- المتحولون
- توبو
- إدجر وإلين
- سوكي فو
- سونيك بوم
- الأيام السعيدة
- المحققة ماريت
- ماكس واشقاؤه الفضائيون
- سوبا سترايك
- شهرزاد
- الاميرة فيروز
- أبطال النينجا
- العالم المفقود
- الأسطوريون
- الرجل العنكبوت
- غودزيلا
- سنوحي
- كيت وميم-ميم
- ليتل بيت شوب
- السيد بين
- مغامرات مارتن
- البومة
- أوجي والمزعجون
- أتوميك بيتي
- الخروف شون
- فريق غالاكسي
- توماس والأصدقاء
- أروع الجواسيس
- سباق السيارات: الجيل القادم
- الجاسوسات
- جومانجي
- يوميات آندي
- الفارسة والتنين
- ياكاري

#### الأفلام
- سيارات
- سيارات 2
- سيارات 3
- البحث عن دوري
- البحث عن نيمو
- حورية البحر
- فروزن
- حياة الإمبراطور الجديدة
- كونغ فو باندا
- كونغ فو باندا 2
- كونغ فو باندا 3
- الأسد الملك
- مدغشقر
- مدغشقر 3: أكثر المطلوبين في أوروبا
- مدغشقر: الهروب إلى أفريقيا
- بطاريق مدغشقر
- بيت الوحوش
- شركة المرعبين المحدودة
- جامعة المرعبين
- وحوش مقابل المخلوقات الفضائية
- أوليفر وكومباني
- شريك
- شريك 2
- شريك الثالث
- طرزان
- حكاية لعبة
- حكاية لعبة 2
- حكاية لعبة 3
- زووتوبيا
- حياة حشرة
- الحظيرة
- أسطورة مريدا
- أنا الحقير
- أنا الحقير 2
- أنا الحقير 3
- يوميات طفل مستضعف
- الوطن
- العصر الجليدي
- العصر الجليدي: مسار التصادم
- عصر الجليد: انجراف القارات
- العصر الجليدي: ظهور الديناصورات
- العصر الجليدي: الذوبان
- جيمي نيوترون: الفتى العبقري
- ملافسينت
- فيلم عائلة ثورنبيري
- كوكب 51
- سجلات سبايدرويك
- راجراتس يذهبون للغابة
- قطط ذوات
- الثعلب والكلب
- باربي والمقنعات الثلاث

## الفقرات
- صباح الصغار
- فقرة البنات
- تشويق بلا حدود
- Disney on MBC3
- Jetix on MBC3
- Nickelodeon on MBC3
- Assanabel News on MBC3

## المذيعون

### المذيعون الحاليون
- مروة كرم
- طارق غانم
- ندى اشتي

### المذيعون السابقون
- مهند بخيت
- نبيل أيوب
- أصالة كامل
- حسن الملا
- عاصم شافعي
- دانية شافعي
- عزة زعرور